# Leon Brittan
Sir Leon Brittan, Baron Brittan of Spennithorne (født 25. september 1939 i London, død 21. januar 2015 smst.) var en britisk advokat og politiker, der havde flere ministerposter i Margaret Thatchers regering og derefter var mangeårigt medlem af Europa-Kommissionen.
Brittan blev uddannet i jura fra Trinity College og fik sin advokatbestalling i 1962.
Hans politiske karriere begyndte som konservativt medlem af Underhuset fra 1974 til 1988; fra 1979-1981 som statssekretær i indenrigsministeriet. Han blev en del af regeringen i 1981, først som stedfortrædende finansminister og fra 1983 som indenrigsminister. I 1985 blev han handelsminister, men forlod regeringen allerede i 1986 som følge af den såkaldte Westland-sag. Han blev derefter EU-kommissær og viceformand for kommissionen 1989-1999. I Jacques Delors' anden kommission fra 1989 havde han ansvaret for konkurrence og i den tredje Delors-kommission fra 1993 var han handelskommissær. Da Jacques Santer blev formand for kommissionen, fik Brittan ansvaret for forbindelser med Nordamerika, Australien, Japan, Kina, OECD og WTO. Sammen med resten af kommissionen blev han i 1999 tvunget til at gå af som følge af korruptionsanklager mod flere kommissionsmedlemmer, først og fremmest Édith Cresson. 
Leon Brittan var desuden næstformand for bestyrelsen i den schweiziske bank UBS og formand for Totals internationale rådgivende komité. Siden 1978 var han medlem af Queen's Counsel. 
Han døde efter længere tids kræftsygdom.

## Kontroverser
Brittan har været beskyldt for at mørklægge en rapport om en mulig pædofiliring med deltagelse af flere parlamentsmedlemmer og fremtrædende briter. Det britiske indenrigsministerium meddelte i 2013, at rapporten, der blev udarbejdet i 1984 og fyldte 40 sider, ikke er bevaret. Brittan selv benægtede at have gjort noget galt i forhold til håndteringen af den nu forsvundne rapport.
Leon Brittan er også blevet beskyldt for selv at have haft pædofile tilbøjeligheder. Først af Labour-parlamentsmedlemmet Jim Hood i oktober 2014, og igen efter hans død af Tom Watson, der ligeledes er medlem af Underhuset for Labour. Ifølge Watson er mindst to blevet udsat for overgreb af Leon Brittan.